# さよならは 言わない
「さよならは 言わない」（さよならは いわない）は、2009年2月25日に発売された小田和正通算27作目のシングル。発売元はBMG JAPAN。

## 概要
フジテレビ・関西テレビ系列ドラマ『トライアングル』主題歌。
前作「今日も どこかで」から約3か月ぶりのシングルとなったこの作品は当初、2008年11月から行われていた小田にとって初となるドームツアー『きっと またいつか〜今日も どこかでFINAL〜』のために作られたもので、本作がドラマ主題歌になったいきさつを小田はインタビューで「アリーナ･ツアーをやっている最中にドーム公演が決まって、まずそこへ向けての気持ちを表現していくことから生まれたところはあった。それとは別に、頼まれていたドラマの主題歌があって脚本を見せてもらって幸いなことにこの曲でも行けそうだっていうのも重なった。ここ最近のドラマは、アップテンポの曲が多かったけど、今回はサスペンスということでバラードの方がいいんじゃないかというのはなんとなく頭の中にあった。ドラマ自体は3月まで（スタートは2009年1月）続くわけで、どちらかというと脚本の内容から離れることでむしろハマる曲になるんじゃないかって勝手に想像していた」と語っている。
また、ドームツアーで本作を初披露した際のMCでは「今の自分の気持ちを曲にしてみました。歌詞は意味深ですが、あまり深く考えないでください」と述べている。これについては「何をやるにしても、“もう終わりなのか…”っていうのがついて回るのがあった。客にしても、“今回が最後かもしれない…”っていうのが別にこちらがひと言言わなくても。そしてこれからも、自分からは“さよなら”は言わないと思うんだ。ラスト・アルバムとかさよならコンサートなんてないんだよ。（中略）ドームで歌うとき、“今の気持ちをそのまま歌にしました”って言ってから歌ったけど、それはこの言葉に裏はないってことだし、歌の最後のほうでは“きっとさよならは 言わない”のあと、“決してさよならは…”って歌ってて、さらにその気持ちを強く持とうとしているんだよ」とインタビューで語っている。
なお、小田がフジテレビ系列のドラマ主題歌を手がけるのは『こころ』（『ファースト・キス』・2007年）以来となるが、関西テレビのドラマ主題歌は本作が初めて。また、ボーカルダビング及びトラックダウンは沖縄県・宜野湾市にあるスタジオで行われた。
この作品がBMG JAPANからリリースされる最後のシングルとなった。

## 収録曲
| 全作詞・作曲・編曲: 小田和正。 |                                            |          |            |
| #                              | タイトル                                   | 作詞     | 作曲・編曲 |
| 1.                             | 「さよならは 言わない」                    | 小田和正 | 小田和正   |
| 2.                             | 「さよならは 言わない (Original Karaoke)」 | 小田和正 | 小田和正   |

## レコーディング・メンバー
- YOSHIYUKI SAHASHI：guitars
- CHIEKO KINBARA STRINGS：strings
- TOMOYUKI ASAKAWA：harp
- SATOSHI SHOUJI：horn
- HIDEYO TAKAKUWA：flute
- HIDEKI MOCHIZUKI：synthesizer programming